# Svartnäbbad regngök
Svartnäbbad regngök (Coccyzus erythropthalmus) är en amerikansk fågelart i familjen gökar. Den liknar gulnäbbad regngök men är mindre i storleken. 

## Utbredning och systematik
Den svartnäbbade regngöken är en flyttfågel som häckar i östra Nordamerika, så långt norrut som Kanada, och flyttar vintertid söderut, så långt som till Bolivia. Den behandlas som monotypisk, det vill säga att den inte delas in i några underarter. 

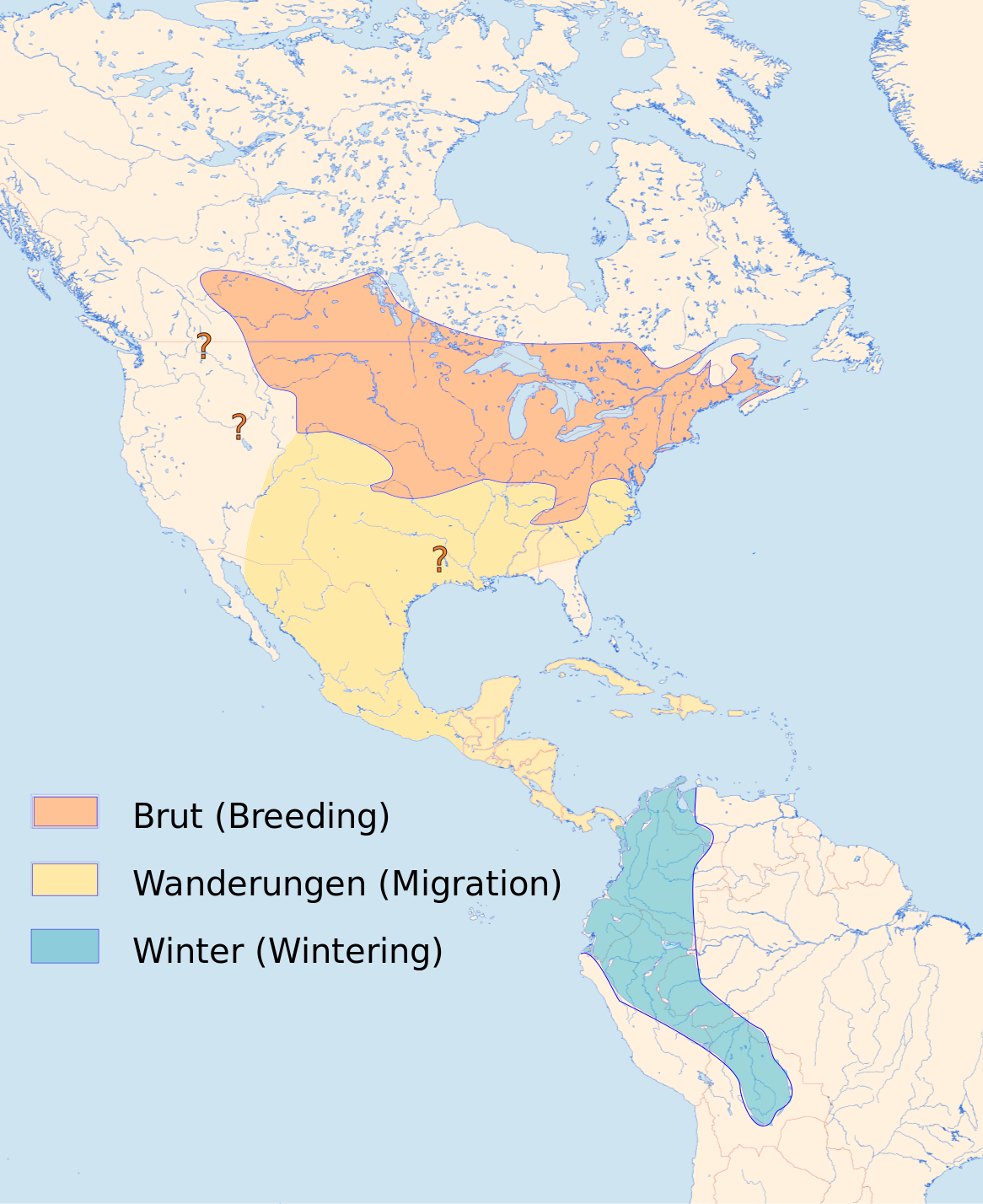
Utbredningen för svartnäbbad regngök, där rött visar häckningsområde och blått övervintringsområde.

Fågeln är en mycket sällsynt gäst i Europa, med fynd från framför allt Azorerna och Storbritannien, men också Balearerna, Frankrike, Belgien, Island, Irland, Italien, Norge och Danmark.

## Utseende
Fågeln är mindre än sin nära släkting gulnäbbad regngök och har svart istället för gul näbb. Den har även en röd orbitalring. Svartnäbbad regngök blir mellan 27 och 31 centimeter lång, och har ett vingspann på cirka 40 centimeter. Dess ovansida är bruntonad. Handpennorna har en något rostfärgad ton, som dock inte är lika framträdande som hos den gulnäbbade. Stjärten är något gråfärgad på både undersidan, även om den övre sidan går mot brunt.

## Levnadssätt
Svartnäbbad regngök påträffas i skogsområden och buskmarker med asp, poppel, sockerlönn, björk, pil, hagtorn eller hickory, oftast i större och tätare skogsområden än sin släkting gulnäbbad regngök. Den livnär sig av stora insekter som cikador, gräshoppor, vårtbitare och framför allt fjärilslarver. Man har funnit individer med mer än hundra fjärilslarver i magen samtidigt. Taggarna från fjärilslarverna stannar i magen, varvid göken tidvis stöter upp dem som en spyboll.
Fågeln rör sig obemärkt genom buskagen och sitter ofta helt stilla i långa perioder i väntan på byte. De tenderar att födosöka närmare marken än gulnäbbad regngök, ibland till och med på marken. Känner den sig hotad kan den frysa till och rikta näbben rakt uppåt för att göra sig osynlig, likt en rördrom.

### Häckning
Svartnäbbad regngök gömmer sitt bo bland löv eller klängväxter i lövträd eller snår. Båda könen hjälper till med bobygget, men honan lägger ofta sina ägg innan bygget är helt klart. Boet är en rätt slarvigt ihopsatt grund skål gjord av kvistar och gräs. Där i lägger honan två till fem ägg i en till två kullar. Den kan lägga ägg i andra fåglars bon, men inte alls i samma utsträckning som den europeiska göken.
Äggen ruvas av både hanen och honan i bara tio till elva dagar, vilket är ovanligt kort i fågelvärlden. Ungarna lämnar boet vid sex till sju dagars ålder och två veckor senare är de flygga.

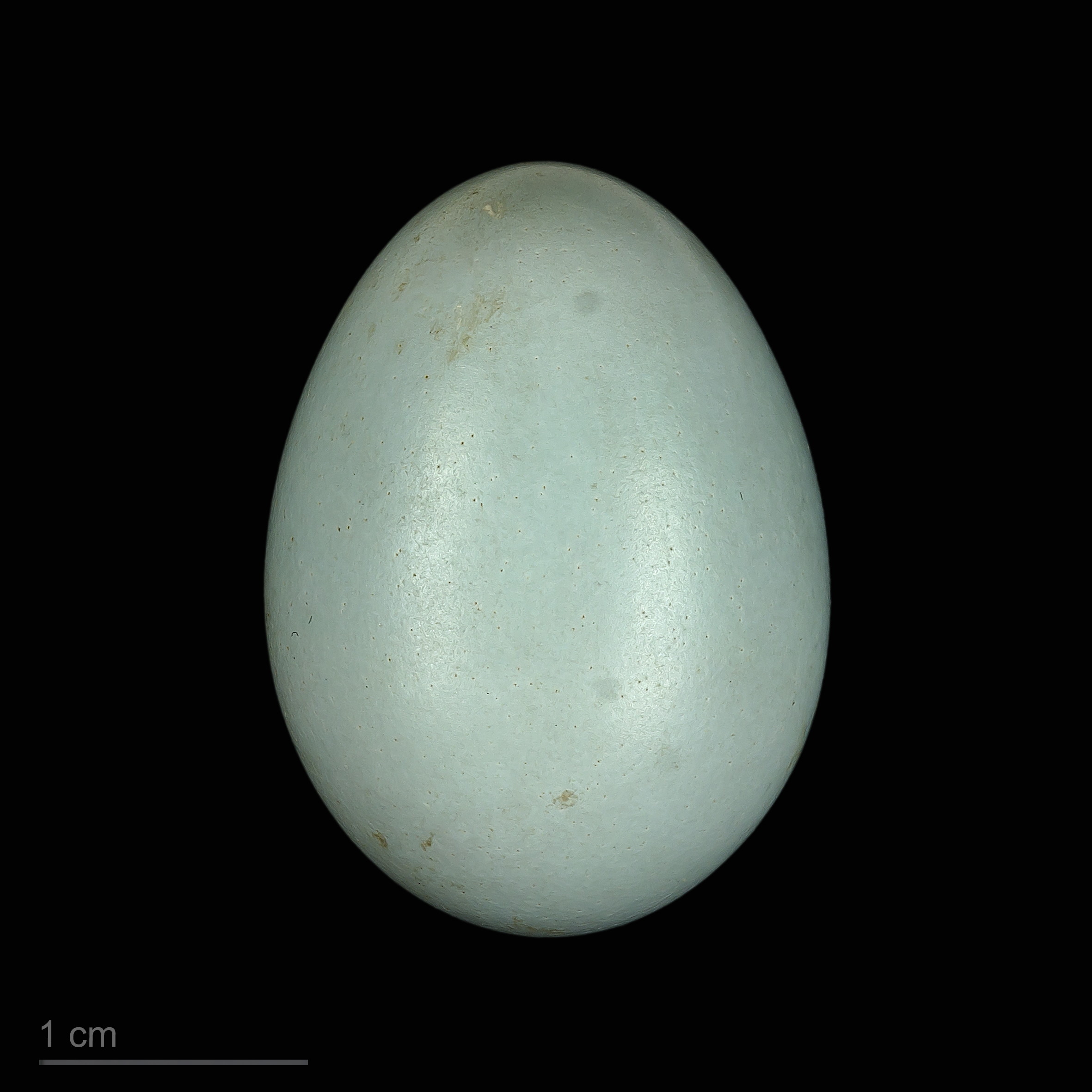
Coccyzus erythropthalmus

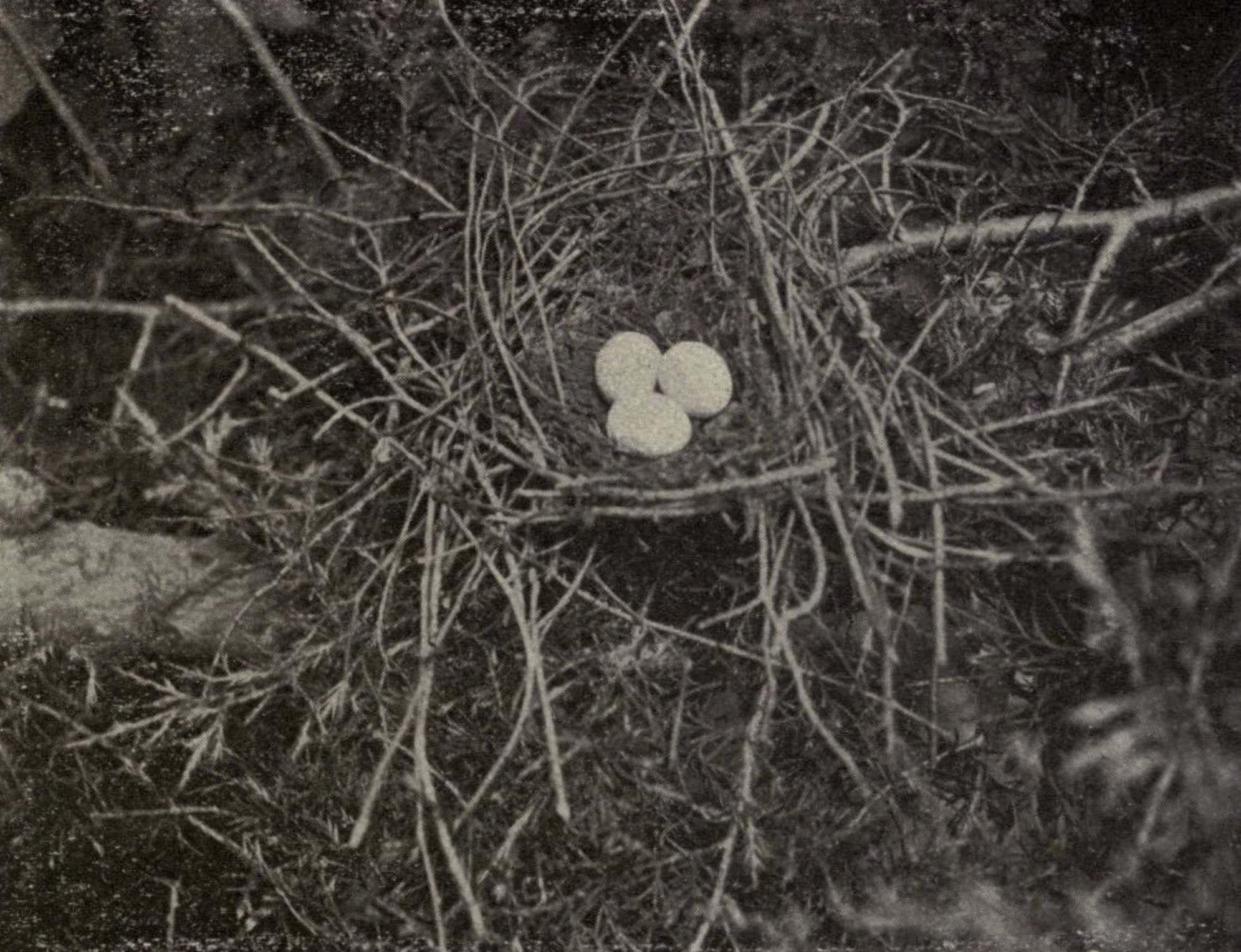
Bo och ägg.

## Status och hot
Arten har ett stort utbredningsområde och en stor population, men tros minska i antal, dock inte tillräckligt kraftigt för att den ska betraktas som hotad. IUCN kategoriserar därför arten som livskraftig (LC).